# Crossroads (album de Tracy Chapman)
Pour les articles homonymes, voir Crossroads.
Albums de Tracy Chapman
Tracy Chapman
(1988) Matters of the Heart
(1992)
Singles
1. Crossroads
Sortie : septembre 1989

Crossroads est le deuxième album studio de Tracy Chapman, sorti le 3 octobre 1989 et édité par Elektra.

## Historique
Tracy Chapman coproduit ce second album avec David Kershenbaum. Neil Young se joindra à elle pour le dernier titre de l'album, "All That You Have Is Your Soul".
Cet album se classa à la neuvième place du Billboard 200 aux États-Unis. Il trusta la première place des charts allemands, britanniques et néo-zélandais. En France il se hissa à la deuxième place.
S'il n'a pas atteint les ventes du premier album, cet album eu quand même un grand succès notamment en Allemagne et en France.

## Liste des chansons
- Toutes les chansons sont signées par Tracy Chapman

1. Crossroads - 4:11
2. Bridges - 5:24
3. Freedom Now - 4:02 (Dédié à Nelson Mandela)
4. Material World - 3:02
5. Be Careful Of My Heart - 4:39
6. Subcity - 5:09
7. Born To Fight - 2:46
8. A Hundred Years - 4:20
9. This Time - 3:42
10. All That You Have Is Your Soul - 5:16 (Participation de Neil Young (guitare et piano))

## Musiciens
- Tracy Chapman: chant, guitare acoustique 6 & 12 cordes, guitare électrique, harmonica, chœurs

avec
- Neil Young: guitare acoustique et piano sur "All That You Have Is Your Soul"
- Denny Fongheiser: batterie
- Russ Kunkel: batterie
- Larry Klein: basse
- Tim Landers: contrebasse
- G.E. Smith: guitare acoustique et électrique, mandoline
- Danny Kortchmar: guitare électrique
- Bobbye Hall: percussions, congas
- Paulinho Da Costa: tambourin
- Marc Cohn: piano
- Jack Holder: piano, banjo, guitare acoustique, orgue
- Bob Marlette: claviers
- William Smith: orgue
- Steve Lindley: piano électrique
- John X Volaitis: piano
- Snooky Young: trompette
- Frank Marocco: accordéon
- Charlie Bisharat: violon, violon électrique
- Scarlet Rivera: violon
- Jim Lacefield: violoncelle
- Carolyn Dennis, Elisecia Wright, Peggy Blu, Roz Seay, Sheila Minard: chœurs

## Charts & certifications
| Pays             | Durée du classement | Meilleur classement |
| ---------------- | ------------------- | ------------------- |
| Allemagne        | 38 semaines         | 1er                 |
| Australie        | 21 semaines         | 4e                  |
| Autriche         | 26 semaines         | 3e                  |
| Canada           | 21 semaines         | 12e                 |
| États-Unis       | 26 semaines         | 9e                  |
| France           | 24 semaines         | 2e                  |
| Italie           | -                   | 2e                  |
| Norvège          | 7 semaines          | 3e                  |
| Nouvelle-Zélande | 25 semaines         | 1er                 |
| Pays-Bas         | 22 semaines         | 5e                  |
| Royaume-Uni      | 16 semaines         | 1er                 |
| Suède            | 6 semaines          | 8e                  |
| Suisse           | 27 semaines         | 2e                  |

| Pays             | Certification | Ventes      | Date       |
| ---------------- | ------------- | ----------- | ---------- |
| Allemagne        | 2 × Platine   | 1 000 000 + | 1996       |
| Australie        | 2 × Platine   | 140 000 +   | 1998       |
| Autriche         | Platine       | 50 000 +    | 29/01/1990 |
| Canada           | Platine       | 100 000 +   | 19/02/1990 |
| États-Unis       | Platine       | 1 000 000 + | 21/11/1989 |
| France           | Platine       | 300 000 +   | 17/10/2001 |
| Finlande         | Or            | 30 000 +    | 1990       |
| Pays-Bas         | Or            | 40 000 +    | 1989       |
| Nouvelle-Zélande | Platine       | 15 000 +    | 1990       |
| Royaume-Uni      | Platine       | 300 000 +   | 14/11/1989 |
| Suisse           | 2 × Platine   | 100 000 +   | 1990       |

### Charts singles
| Date | Single     | Chart                  | Durée du classement | Position |
| ---- | ---------- | ---------------------- | ------------------- | -------- |
| 1989 | Crossroads | Hot 100                | 4 semaines          | 90e      |
| 1989 | Crossroads | Mainstream Rock Tracks | 7 semaines          | 26e      |
| 1989 | Crossroads | Adult Contemporary     | 4 semaines          | 41e      |
| 1989 | Crossroads | Single Top 100         | 17 semaines         | 38e      |
| 1989 | Crossroads | Ö3 Austria Top 40      | 4 semaines          | 21e      |
| 1989 | Crossroads | (V) Ultratop           | 2 semaines          | 37e      |
| 1989 | Crossroads | RPM Top Singles        | 11 semaines         | 32e      |
| 1989 | Crossroads | Top 100                | 16 semaines         | 18e      |
| 1989 | Crossroads | RMNZ Singles Top40     | 10 semaines         | 21e      |
| 1989 | Crossroads | Mega Top 50            | 9 semaines          | 15e      |
| 1989 | Crossroads | UK Singles Chart       | 3 semaines          | 61e      |
| 1989 | Crossroads | Schweizer Hitparade    | 7 semaines          | 18e      |
| 1990 | Subcity    | Top 100                | 3 semaines          | 92e      |